# 한신초등학교
한신초등학교 (韓信初等學校)는 대한민국 서울특별시 도봉구에 있는 사립 초등학교이다.

## 학교 연혁
- 1969년  6월  5일:  설립인가 신청
- 1969년  6월 23일: 한국신학대학 병설 국민학교로 개교[1]
- 1982년 12월 10일: 학교법인 심산학원으로 변경
- 1997년 12월 31일: 학교경영 최우수학교 표창
- 2002년 11월 22일: 학교평가 인성교육 우수학교로 선정
- 2006년  7월 15일: 뉴질랜드의 Greenpark Primary School과 교환학습 MOU 체결
- 2018년 11월  1일: 디지털교과서 선도학교 지정(2018~2019). 교육부 주관
- 2019년  3월  4일: SW(소프트웨어) 선도학교 지정. 교육부 주관
- 2020년  3월  1일: SW(소프트웨어) 선도학교 연속지정(2년차,교육부 주관)
- 2020년  3월  3일: 메이커기자재 지원학교 지정(교육부 주관)
- 2020년  9월  1일: 쌍방향 원격수업 ZOOM선도학교 지정(교육부 주관)
- 2021년  3월  1일: 인공지능(AI)교육 선도학교 지정(교육부 주관)

## 문화
- 영화 《개를 훔치는 완벽한 방법》에 촬영한 적이 있다.

## 참고 자료
- 한신초등학교 - 한국교육학술정보원 학교알리미